# Carsten Püttmann
Carsten Püttmann (* 15. Mai 1970 in Emmerich) ist ein deutscher Mathematiker und Pädagoge sowie Autor pädagogischer und didaktischer Lehr- und Fachbücher.

## Leben
Püttmann studierte die Fächer Mathematik, Erziehungswissenschaft, Volkswirtschaftslehre, Philosophie, Psychologie und evangelische Theologie an der Westfälischen Wilhelms-Universität Münster. Nach dem Abschluss als Diplom-Mathematiker legte er sein 1. und 2. Staatsexamen ab und promovierte zum Dr. phil. mit der Dissertation Hyperzyklische Lehrerbildung.
Als Dozent arbeitete er von 2001 bis 2023 im Wechsel an den Universitäten Münster, Dortmund und Paderborn sowie an der Fachhochschule des Mittelstandes in Bielefeld (FHM), als Studiendirektor bis 2022 an der Fachschule für Sozialpädagogik am Berufskolleg der Marienschule Lippstadt. An der TU Dortmund übernahm er 2014 bis 2015 eine Vertretungsprofessur für den Lehrstuhl Bildung und Erziehung in der Kindheit. Seit 2022 leitet er das Berufskolleg Canisiusstift in Ahaus.
Er ist Mitherausgeber der Buchreihen Didactica Nova und Didaktik der Pädagogik. 2013 rief Püttmann die Weiterbildungsinitiative Pädagogikunterricht (WIPU) für den Verband der Pädagogiklehrer und Pädagogiklehrerinnen (VdP) ins Leben. 2016–2022 war er Vorsitzender des VdP. Seit der Gründung der Gesellschaft Didaktik der Pädagogik (GeDiPäd) im Jahre 2014 ist er ihr stellvertretender Vorsitzender.
Er beschäftigt sich mit Fragen der Lehrerbildung, insbesondere mit Fragen der Fachdidaktik im Fach (Sozial-)Pädagogik und der allgemeinen Didaktik, sowie mit Fragen der Frühpädagogik. Aufgrund seiner Verdienste bei der Anwendung und Entwicklung wissenschaftlicher Erkenntnisse und Methoden in der beruflichen Praxis wird Püttmann im Februar 2023 von der FHM zum Honorarprofessor für Berufliche Bildung und Didaktik ernannt.

## Wissenschaftliches Konzept
Seine lerntheoretischen Überlegungen basieren auf der Idee, dass Lernen ein auf Irritation aufgebauter Selbstorganisationsprozess ist. Dabei greift Püttmann auf die Theorie autokatalytischer Hyperzyklen als ein Urkonzept der Selbstorganisation zurück und leitet daraus didaktisch-methodische Bausteine aus systemisch-konstruktivistischer Perspektive für die Lehrerbildung an Hochschulen sowie die Fachschulausbildung von Erzieherinnen und Erziehern ab, die eine Verbindung schaffen zwischen persönlichkeits- und handlungsorientierten Didaktikansätzen.

## Veröffentlichungen
- mit Elmar Wortmann (Hrsg.): Handbuch des Pädagogikunterrichts. UTB 2021, ISBN 978-3-8252-5620-3
- mit Jörn Schützenmeister (Hrsg.): Studien zum Unterricht und zur Didaktik in der beruflichen Fachrichtung Sozialpädagogik. Waxmann 2020, ISBN  978-3-8309-4138-5
- mit Sebastian Schnabel, Jürgen König-Maatje als Rubbish: Some Times. 7music 2020[8][9][10], EAN 4-260437-280303
- mit Wassilios E. Fthenakis, Michael Ledig, Gerhard Merget, Uwe Uhlendorff, Hannah Weyhe (Hrsg.): Erziehen als Profession. Westermann 2019. Band 1, ISBN 978-3-427-12733-8
- mit Wassilios E. Fthenakis, Michael Ledig, Gerhard Merget, Uwe Uhlendorff, Hannah Weyhe (Hrsg.): Erziehen als Profession. Westermann 2019. Band 2, ISBN 978-3-427-12734-5
- Bilden: Konzepte und Unterrichtsbeispiele zur Einführung in einen pädagogischen Grundbegriff. Schneider-Verlag Hohengehren, Baltmannsweiler 2019, ISBN 978-3-8340-1968-4.
- Theorie und Praxis einer evolutionären Lehr-Lernprozessgestaltung in der Fachschule für Sozialpädagogik. Schneider-Verlag Hohengehren, Baltmannsweiler 2019, ISBN 978-3-8340-1971-4.
- mit Marion Lepold und Theresa Lill: Bildungs- und Lernabenteuer. Alltagsintegrierte Zugänge zur Beobachtung von Vorschulkindern. Freiburg, Herder Verlag, 2019, ISBN 978-3-451-38560-5.
- mit Dietmar K. Pfeiffer: Methoden empirischer Forschung in der Erziehungswissenschaft: ein einführendes Lehrbuch. Waxmann 2018, ISBN 3-8340-0074-4.
- Erziehen: Konzepte und Unterrichtsbeispiele zur Einführung in einen pädagogischen Grundbegriff. Schneider-Verlag Hohengehren, Baltmannsweiler 2018, ISBN 978-3-8340-1868-7.
- mit Jörn Schützenmeister (Hrsg.): Methoden des Pädagogikunterricht. Waxmann 2018, ISBN 978-3-8309-3417-2.
- mit Sebastian Schnabel, Jürgen König-Maatje als Rubbish: Dear John. 7music 2017, EAN 4-260437-272937
- mit Eckehardt Knöpfel (Hrsg.): Bildungstheorie und Schulwirklichkeit. Schneider-Verlag Hohengehren, Baltmannsweiler 2016, ISBN 978-3-8340-1659-1.
- mit Marion Lepold: Beobachtung- und Dokumentationsverfahren – eine Lernaufgabe für den Pädagogikunterricht. Schneider-Verlag Hohengehren, 2016, ISBN 978-3-8340-1560-0.
- mit Elmar Wortmann: Frühkindliche Bildung und Professionalisierung – eine Lernaufgabe für den Pädagogikunterricht. Schneider-Verlag Hohengehren, 2015, ISBN 978-3-8340-1488-7.
- Hyperzyklische Lehrerbildung: ein systemisch-konstruktivistisches Konzept evolutionärer Hochschuldidaktik, Schneider-Verlag Hohengehren Baltmannsweiler 2011, ISBN 978-3-8340-0836-7
- mit Norbert Gödde und Jörg Langenbach: Arbeitsbuch Mathematik für die Fachoberschule für Sozial- und Gesundheitswesen. Schneider-Verlag Hohengehren, Baltmannsweiler 2008, ISBN 978-3-8340-0474-1.